# Hydriomena stragulata
Hydriomena stragulata là một loài bướm đêm trong họ Geometridae.